# Darius Days
Darius Days (Gainesville, Florida, 20 de octubre de 1999) es un baloncestista estadounidense que pertenece a la plantilla de los Illawarra Hawks de la NBL australiana. Con 2,01 metros de estatura, juega en la posición de ala-pívot.

## Trayectoria deportiva

### Universidad
Jugó cuatro temporadas con los Tigers de la Universidad Estatal de Luisiana, en las que promedió 10,3 puntos, 6,5 rebotes y 1,0 robos de balón por partido. En su última temporada fue incluido en el segundo mejor quinteto de la Southeastern Conference.

#### Estadísticas
| Año     | Equipo | PJ  | PT | MPP  | %TC  | %3P  | %TL  | RPP | APP | ROB | TPP | PPP  |
| ------- | ------ | --- | -- | ---- | ---- | ---- | ---- | --- | --- | --- | --- | ---- |
| 2018–19 | LSU    | 35  | 3  | 14.6 | .485 | .382 | .743 | 4.0 | .4  | .7  | .3  | 5.3  |
| 2019–20 | LSU    | 31  | 30 | 23.5 | .486 | .295 | .786 | 6.8 | .8  | .6  | .3  | 11.1 |
| 2020–21 | LSU    | 28  | 28 | 27.0 | .519 | .400 | .703 | 7.8 | .6  | 1.1 | .3  | 11.6 |
| 2021–22 | LSU    | 33  | 33 | 29.8 | .434 | .350 | .700 | 7.8 | .9  | 1.5 | .3  | 13.7 |
| total   | total  | 127 | 94 | 23.4 | .474 | .353 | .734 | 6.5 | .7  | 1.0 | .3  | 10.3 |

### Profesional
Tras no ser elegido en el Draft de la NBA de 2022, el 16 de julio firmó un contrato dual con los Miami Heat, pero fue despedido en octubre, antes del inicio de la temporada. El 11 de ese mes fue reclamado por los Houston Rockets para su plantilla.
El 29 de abril de 2024 firmó con los Winnipeg Sea Bears de la Canadian Elite Basketball League. Sin embargo, fue despedido el 10 de junio.
Después de una prueba de pretemporada con los Shanghai Sharks, firmó con los Illawarra Hawks de la NBL australiana el 3 de septiembre de 2024.

## Estadísticas de su carrera en la NBA

### Temporada regular
| Año     | Equipo  | PJ | PT | MPP  | %TC  | %3P  | %TL   | RPP | APP | ROB | TPP | PPP |
| ------- | ------- | -- | -- | ---- | ---- | ---- | ----- | --- | --- | --- | --- | --- |
| 2022-23 | Houston | 4  | 0  | 18.0 | .417 | .300 | 1.000 | 1.5 | .3  | .0  | .3  | 3.8 |
| Total   | Total   | 4  | 0  | 18.0 | .417 | .300 | 1.000 | 1.5 | .3  | .0  | .3  | 3.8 |